# Cycleptus meridionalis
Cycleptus meridionalis är en fiskart som beskrevs av Burr och Mayden, 1999. Cycleptus meridionalis ingår i släktet Cycleptus och familjen Catostomidae. Inga underarter finns listade i Catalogue of Life.